# Kurt Moeschter
Kurt Moeschter   (valor desconegut, 28 de març de 1903 - valor desconegut, 26 de juny de 1959) fou un remer alemany que va competir durant la dècada de 1920.
El 1928 va prendre part en els Jocs Olímpics d'Amsterdam, on disputà la prova del dos sense timoner del programa de rem. Formant parella amb Bruno Müller guanyà la medalla de bronze.